# Colditz
Colditz – miasto w środkowowschodnich Niemczech, w kraju związkowym Saksonia, w okręgu administracyjnym i powiecie Lipsk, nad Zwickauer Mulde. W skali ponadregionalnej znane przede wszystkim dzięki renesansowemu zamkowi, w murach którego w czasie II wojny światowej powstał obóz jeniecki.

## Geografia

### Sąsiednie miejscowości
Z Colditz sąsiadują miasta powiatu Lipsk: Bad Lausick od zachodu i Grimma od północy oraz miejscowości powiatu Mittelsachsen: miasta Leisnig, Hartha (oba od wschodu) i Geringswalde (od południowego wschodu) oraz wsie Zettlitz i Königsfeld (obie od południa).
Według danych ze stycznia 2011 na 83,55 km² powierzchni miasta mieszka 9 350 osób, co daje gęstość zaludnienia równą 112 os./km².

### Dzielnice
- Bockwitz
- Colditz
- Collmen
- Commichau
- Erlbach
- Erlln
- Hausdorf
- Hohnbach
- Kaltenborn
- Koltzschen
- Lastau
- Leisenau
- Maaschwitz
- Meuselwitz
- Möseln
- Podelwitz (Colditz) (Zamek Podelwitz)
- Raschütz
- Schönbach
- Sermuth
- Skoplau
- Tanndorf
- Terpitzsch
- Zschadraß
- Zschetzsch
- Zschirla
- Zollwitz

## Historia

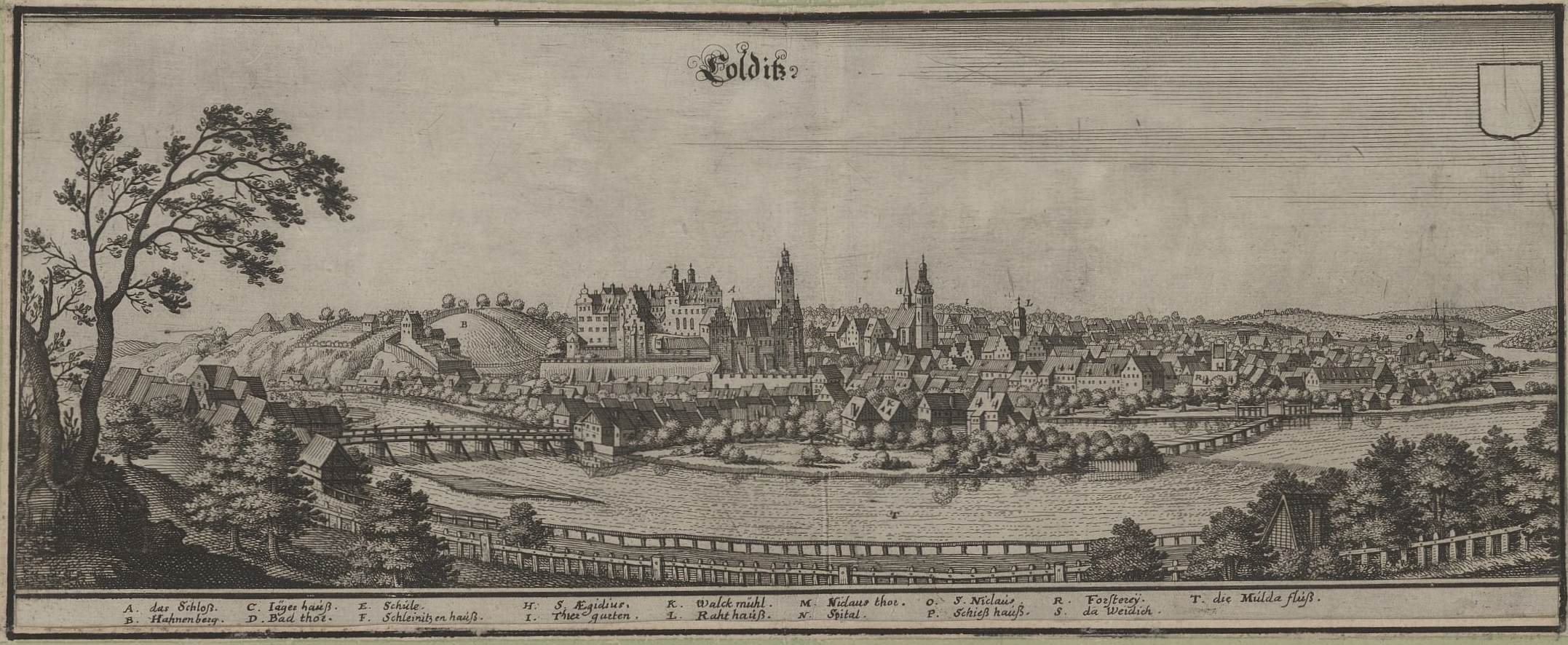
Colditz w 1650

Region Colditz wzmiankowany jest po raz pierwszy w 1046 r. jako burgward Choliditscha. W XII wieku powstała tu osada targowa z kościołem św. Mikołaja. Pierwsza wzmianka o mieście (civitas) Colditz pochodzi z roku 1265. W 1404 r. zostało ono nabyte przez Wettynów, którzy włączyli je do Marchii Miśnieńskiej.
W 1504 r. Colditz spustoszył wielki pożar. Zniszczył on między innymi zamek obronny odbudowany potem w stylu renesansowym, który to kształt zachował do dziś. Wiek XVI to okres rozkwitu rzemiosła sukienniczego i tkackiego.
W latach 1578–1591 zamek był rezydencją myśliwską saskich władców, a w latach 1602-1622 mieszkała tu owdowiała Zofia Hohenzollern (1568-1622). Na początku XVIII wieku zaczęto wykorzystywać glinę z okolic Colditz do wyrobu porcelany miśnieńskiej. W latach 1800–1803 zamek służył jako przytułek dla ubogich, potem mieszkali w nim robotnicy rolni, a w 1829 r. otwarto tam szpital dla umysłowo chorych. W 1804 r. założono w Colditz fabrykę fajansu Thomsberger & Hermann, rozpoczynając tym samym historię przemysłu ceramicznego w mieście.

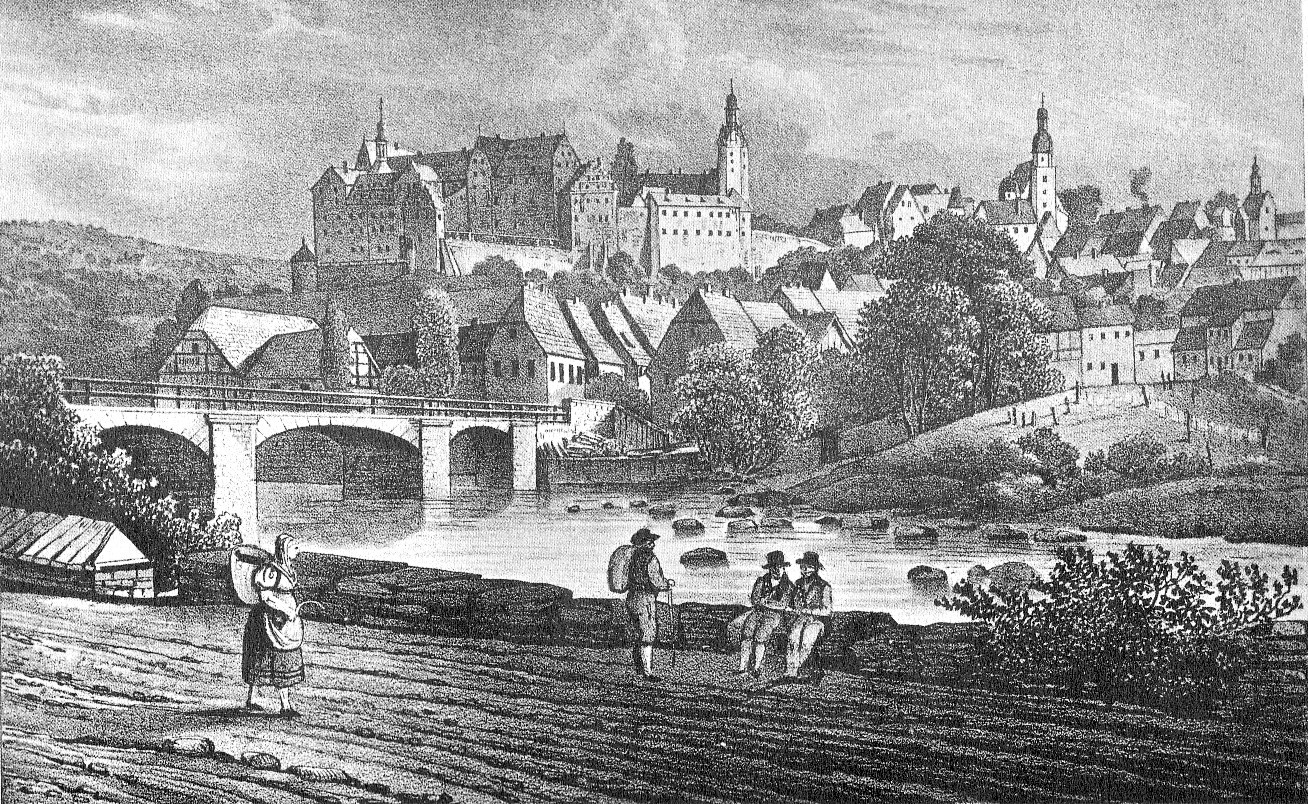
Widok z 1850

W 1933 r. na zamku w Colditz powstał obóz koncentracyjny, w którym umieszczono około 600 działaczy antynazistowiskich, przekształcony w 1936 r. w obóz Służby Pracy Rzeszy, a w 1940 r. obóz jeniecki dla oficerów Oflag IV C. W listopadzie 1944 r. na terenie Zakładu Południowego Fabryki Fajansu utworzono podobóz KL Buchenwald, w którym przebywało około 450 żydowskich więźniów pracujących dla zakładów zbrojeniowych HASAG.
W 1958 r. zbudowano w Colditz fabrykę porcelany VEB Colditzer Porzellanwerk. Pochodzące stąd wyroby, oznaczane logiem cp, zaopatrywały w dużej mierze przedsiębiorstwo Mitropa.
Miasto znacznie ucierpiało w wyniku powodzi z 2002 roku.
1 stycznia 2011 r. do Colditz włączono gminę Zschadraß oraz wsie Leisenau, Sermuth, Zschetzsch i Schönbach ze zlikwidowanej gminy Großbothen.

### Zmiany liczby ludności
Liczba ludności na przestrzeni lat (od 1960 dane za 31 grudnia) :
| Rok  | Liczba ludności |
| ---- | --------------- |
| 1834 | 3248            |
| 1960 | 6797            |
| 1990 | 6635*           |
| 2000 | 5756            |
| 2002 | 5506            |
| 2004 | 5286            |
| 2006 | 5116            |
| 2007 | 5048            |
| 2009 | 4870            |

* (dane za 3 października)
Źródło danych od 1990: Krajowy Urząd Statystyczny Saksonii

## Zabytki i inne atrakcje turystyczne
- Zamek Colditz z XVI wieku, na którym w okresie nazizmu znajdowały się kolejno: obóz koncentracyjny, obóz Służby Pracy Rzeszy i obóz jeniecki Oflag IV C
- Zamek Podelwitz
- kościół parafialny św. Idziego z XV wieku
- ratusz z 1657 r.
- kaplica cmentarna św. Mikołaja z pomnikiem poległych w I wojnie światowej
- Wieża Heimatu na wzgórzu Töpelsberg
- Muzeum Regionalne (w budynku z 1730 r.)
- dom rodzinny Johanna Davida Köhlera z 1656 r.

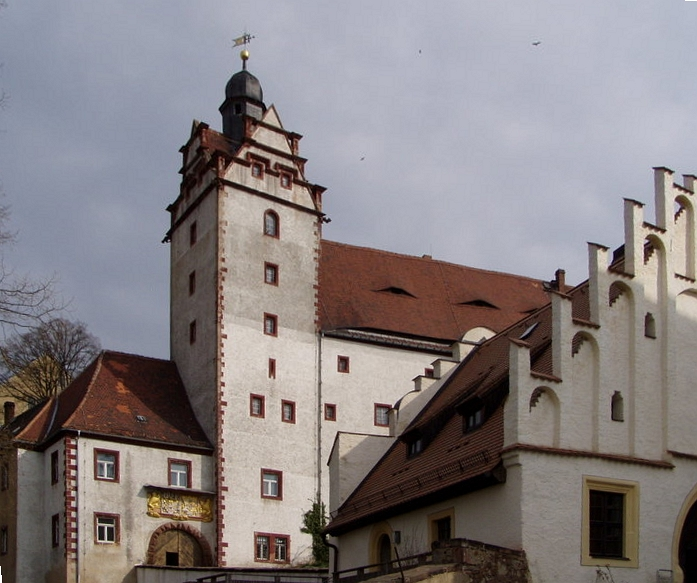
Zamek
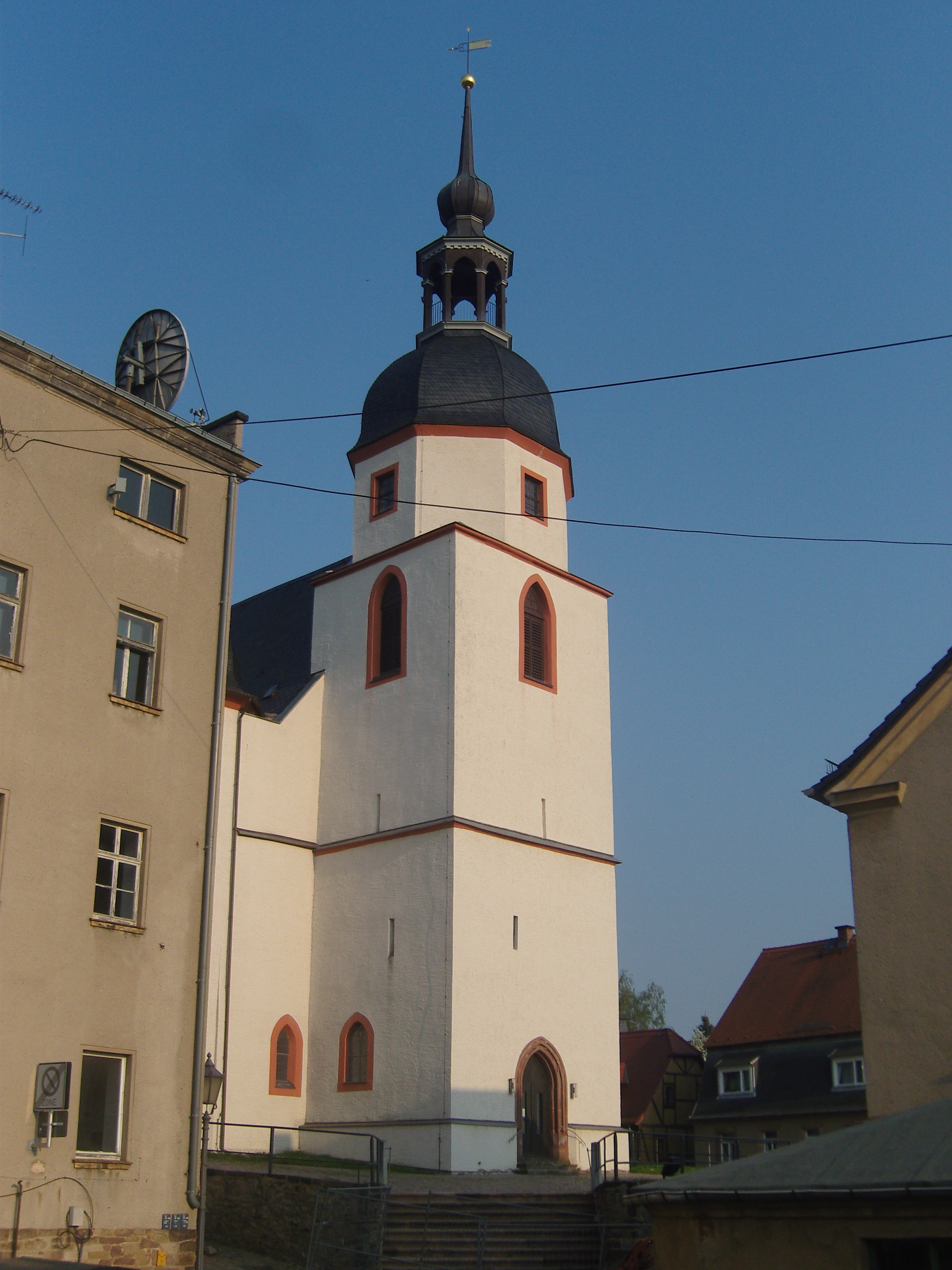
Kościół św. Idziego
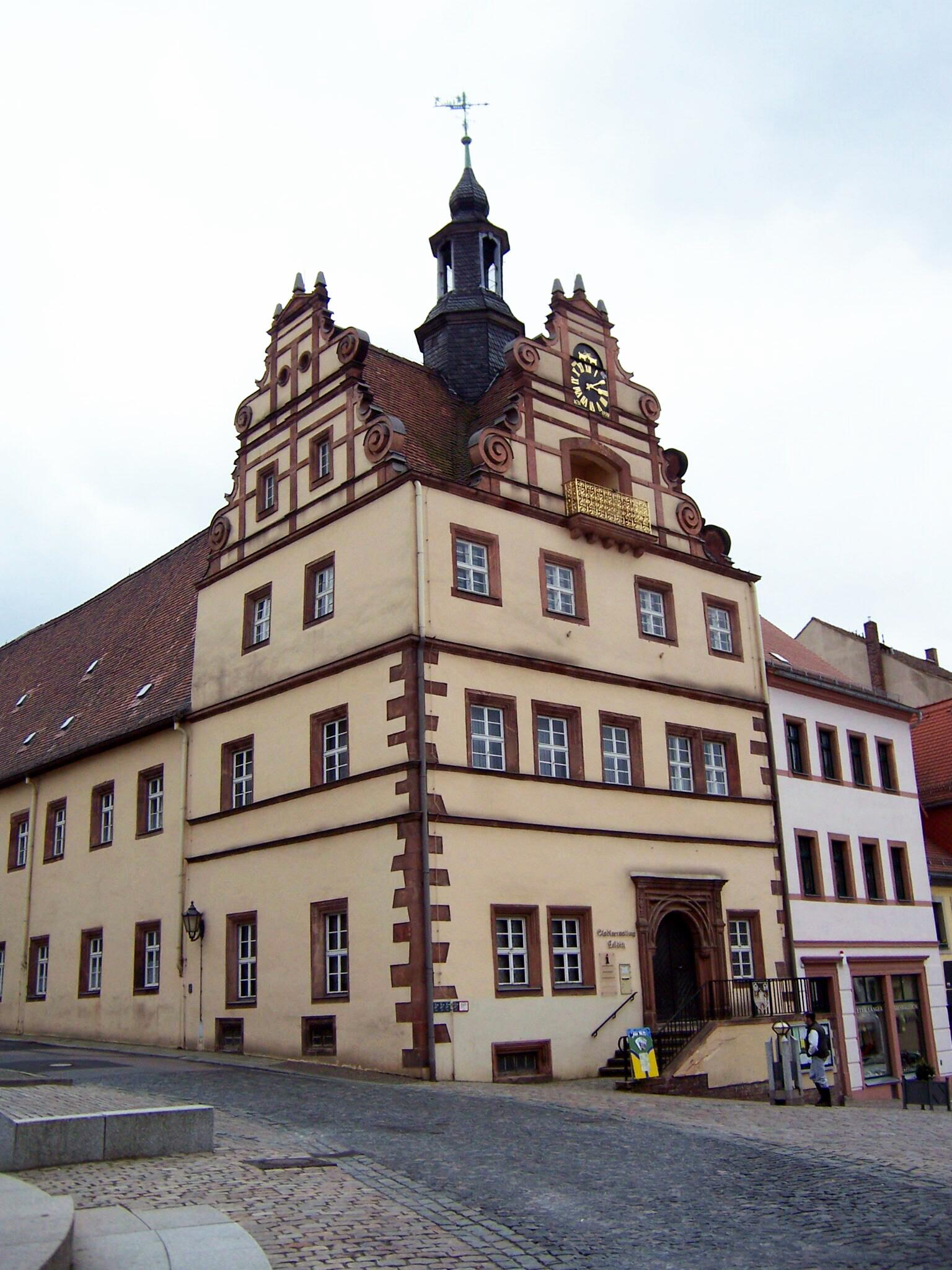
Ratusz
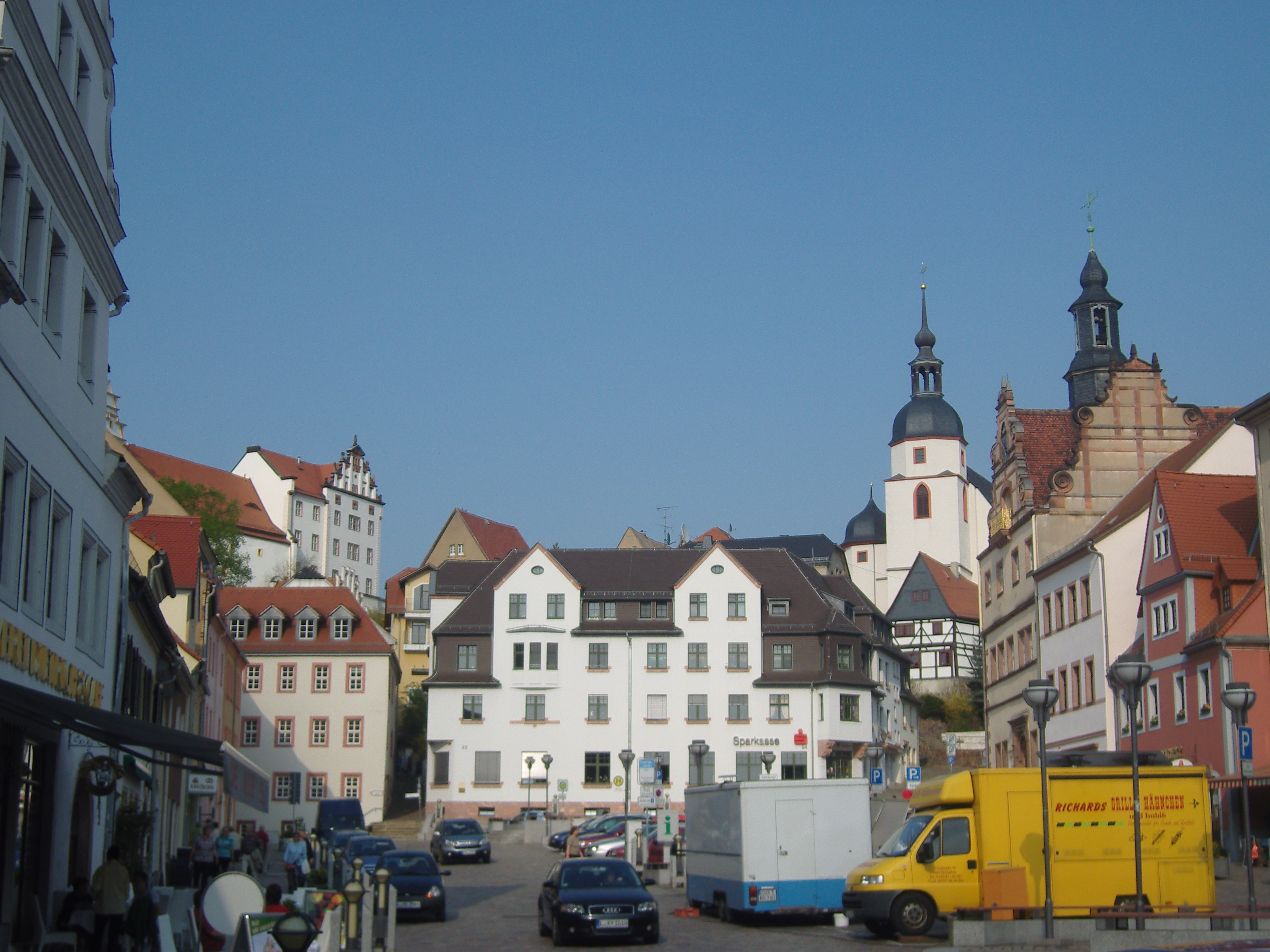
Rynek

## Pomniki
- masowy grób i płyta pamiątkowa na Nowym Cmentarzu upamiętniająca więźniów obozów koncentracyjnych i ich filii oraz ofiary pracy przymusowej; w 1955 r. zostały połączone z tablicą upamiętniającą robotników przymusowych i alianckich jeńców wojennych
- Park Pamięci z cmentarzem żołnierzy Armii Czerwonej i 16 jeńców wojennych
- tablice pamiątkowe na zamku poświęcone zarówno więźniom obozu koncentracyjnego z lat 1933-1936, jak i jeńcom wojennym z lat 1940-1945, w tym 31, którym udało się zbiec
- aleja grobów na Nowym Cmentarzu żołnierzy niemieckich z okresu II wojny światowej, głównie zmarłych w miejscowym lazarecie

## Współpraca
Miejscowości partnerskie:
- Holzwickede, Nadrenia Północna-Westfalia
- Łowicz, Polska
- Ochsenfurt, Bawaria
- St. Stefan im Gailtal, Austria

## Urodzeni w Colditz
- Wenzeslaus Linck (1483–1547) – teolog luterański
- Alexius Crosner (1490–1535) – teolog luterański
- Christoph Neander (1589–1625) – kantor w drezdeńskim kościele św. Krzyża
- Christian Carpzov (1605–1642) – prawnik i prawoznawca
- Johann David Köhler (1684-1755) – historyk i numizmatyk
- Emil Cuno (1805–1859) – prawnik i polityk
- Ernst Bergmann (1881–1945) – filozof i ideolog nazizmu
- Otto Naumann (1895–1945) – polityk nazistowski
- Alfred Hoppe (1906–1985) – malarz i grafik
- Helmut Drechsler (1916–1960) – fotograf zwierząt
- Jürgen Schumann (1940–1977) – pilot
- Michael Kunczik (* 1945) – teoretyk dziloiennikarstwa i nauk o mediach
- Ulrike Bretschneider (* 1953) – polityk socjalistyczna
- Clemens Pickel (* 1961) – duchowny katolicki